# Kruittoren (Nijmegen)
De Kruittoren is een overblijfsel van de oude omwalling van Nijmegen. De toren staat aan de Parkweg, aan de rand van het Kronenburgerpark. Hij is ongeveer 30 meter hoog.

## Geschiedenis
De toren werd gebouwd in 1426. In de negentiende eeuw, bij de verkoop van de vestingwerken, heeft de staat de toren bewust in eigendom gehouden om zo te voorkomen dat de toren zou worden gesloopt. 

De toren was tot 15 januari 2016 eigendom van de Rijksgebouwendienst, maar werd toen overgedragen aan stichting Monumentenbezit.

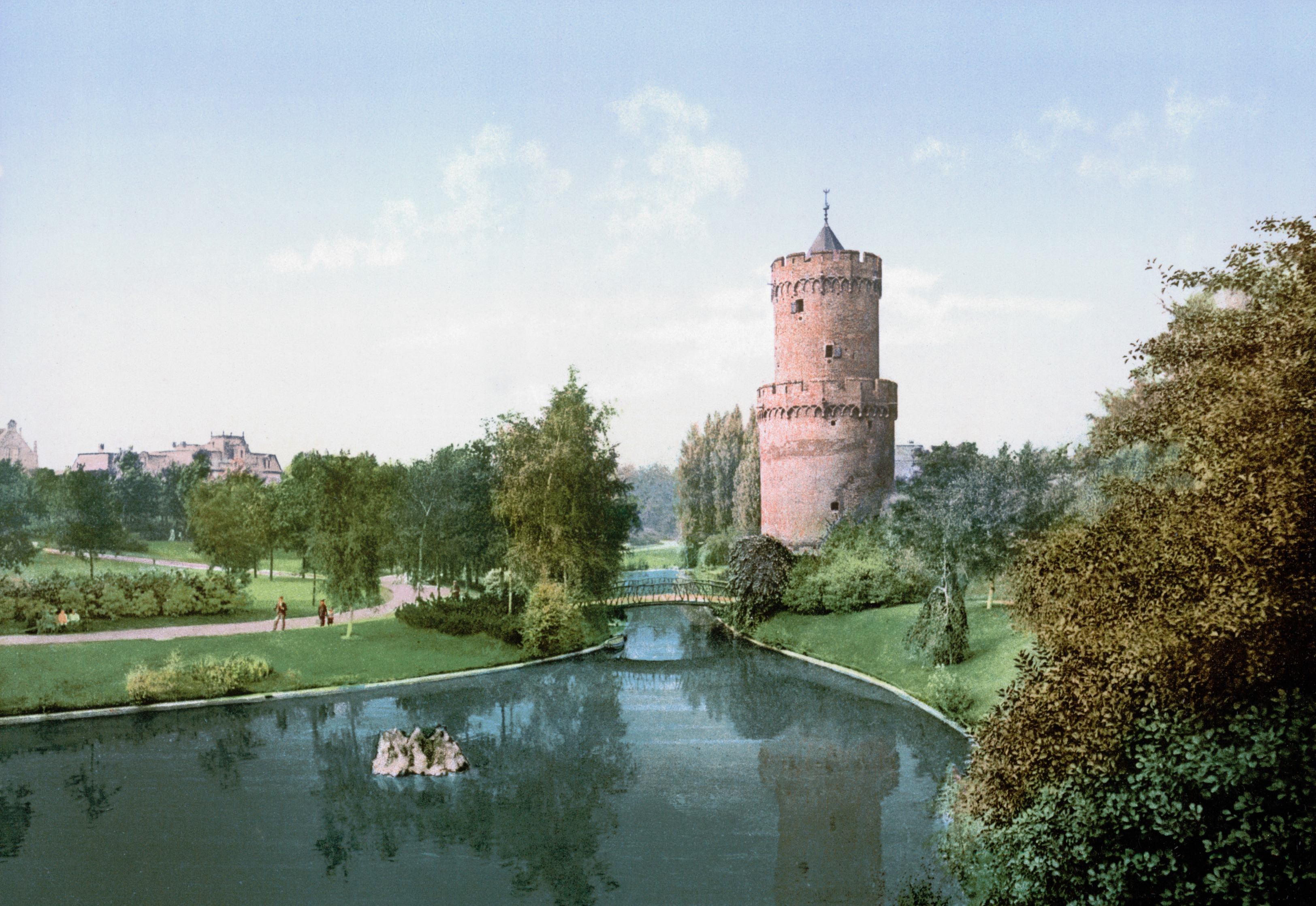
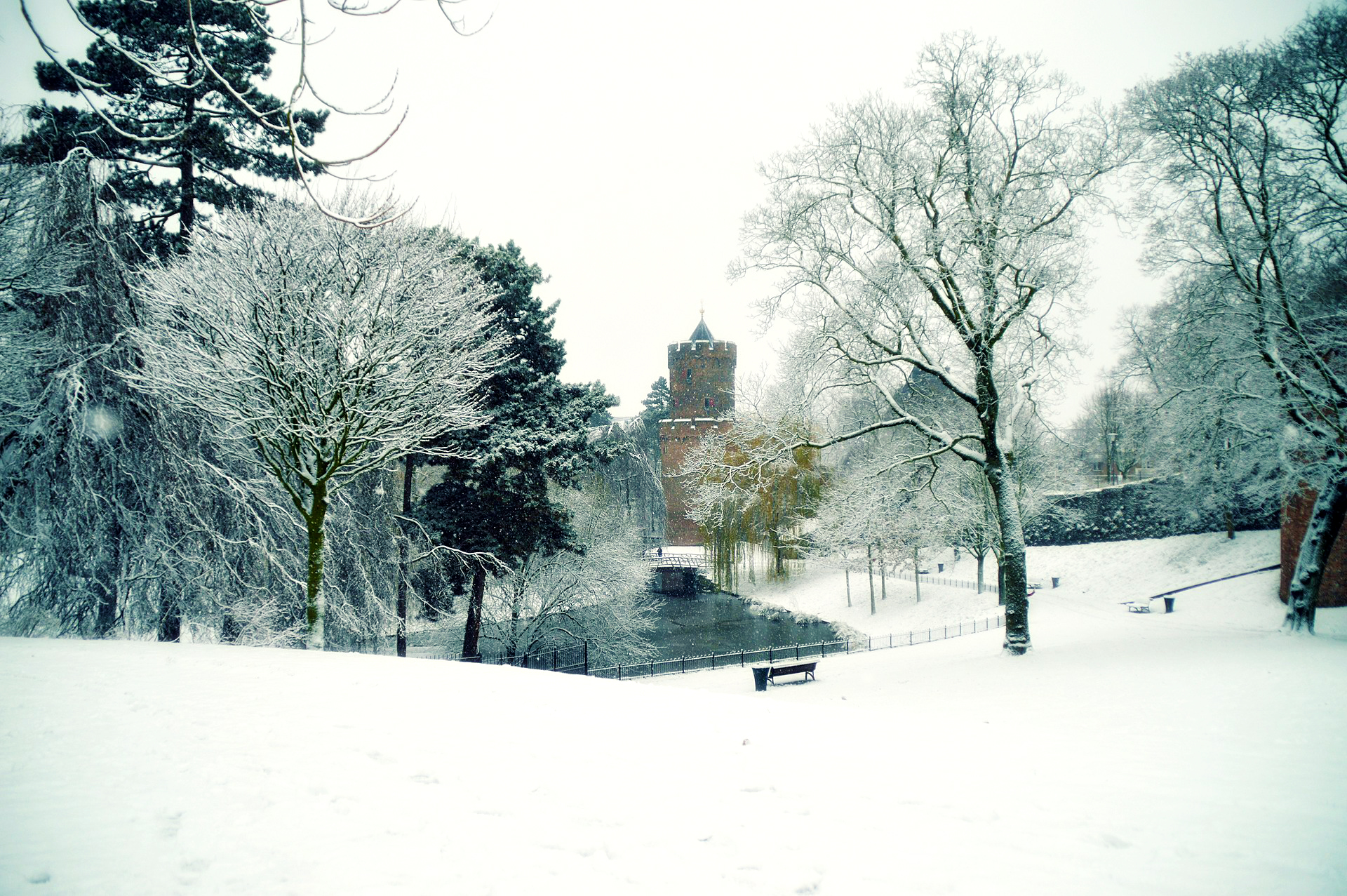
Kronenburger park en Kruittoren 2018
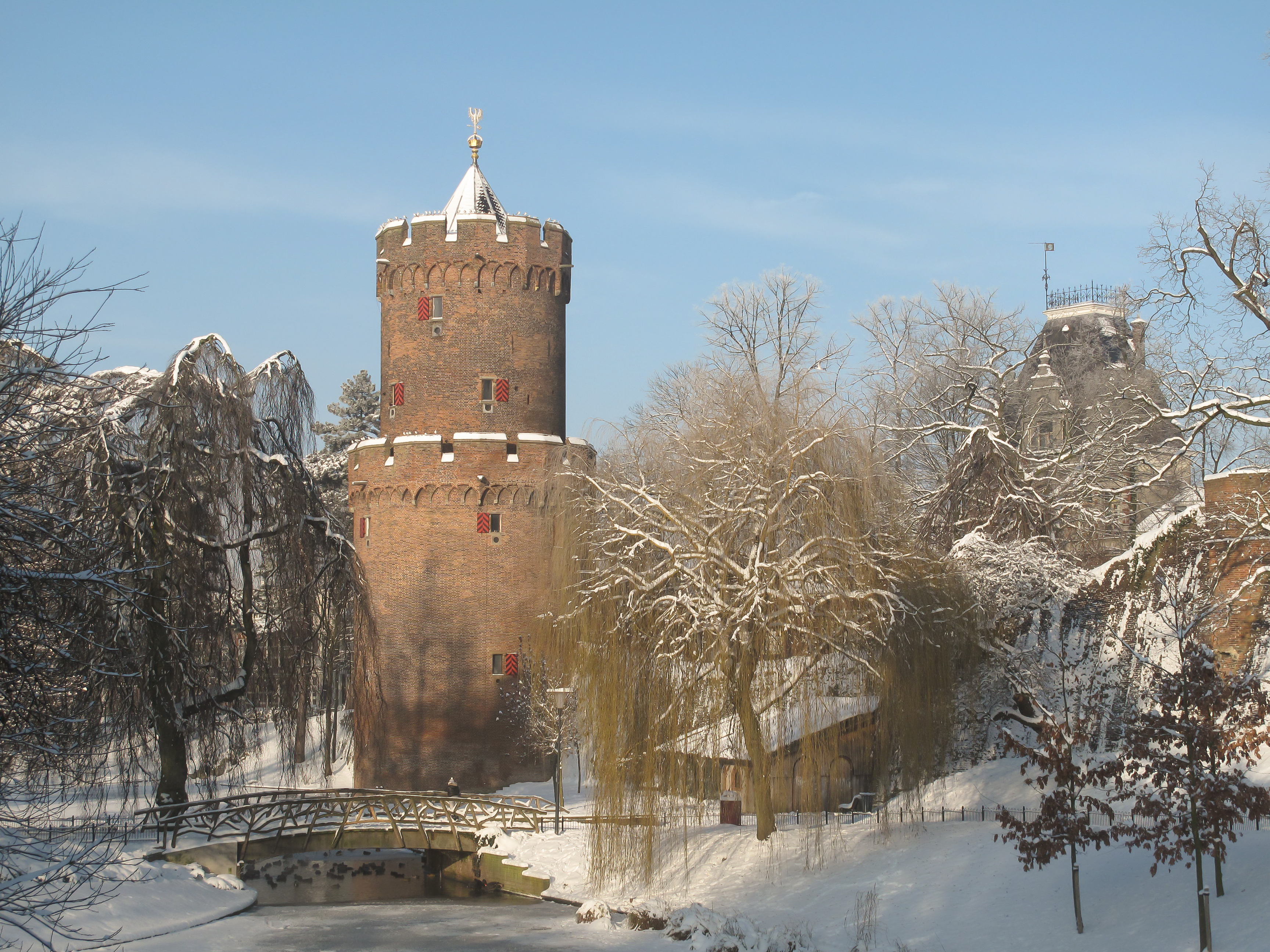

- Rondleiding in De Kruittoren